# L'Impartial (Les Andelys)
Pour les articles homonymes, voir L'Impartial.
L'Impartial est un journal hebdomadaire local français diffusé le jeudi dans le Nord-Est du département de l'Eure et pour une petite partie l'Ouest du département de l'Oise. Il est diffusé sur les cantons de Gournay-en-Bray, Chaumont-en-Vexin, Gisors, Étrépagny, Écos, Les Andelys, Lyons-la-Forêt, Fleury-sur-Andelle, Val-de-Reuil, Louviers, Pont-de-l'Arche, Gaillon et Vernon.
L'impartial de l'Eure a été fondé le 16 avril 1871 sous le titre de L'Impartial des Andelys. Il était bihebdomadaire à ses débuts. Le fondateur, Cahon, l’a vendu à l'imprimeur Eugène Ernest Monton en 1877. Il deviendra, en août 1900 la propriété de Ferdinand Riché, puis successivement celle de Pierre Houéry (entre mars 1924 et Août 1927) et d'André Briard à partir de 17 août 1927.
L'Impartial fait partie du groupe de presse des Hebdos Normands propriété du groupe Méaulle avant sa reprise le 1er octobre 2007 par le groupe Publihebdos.
Rédacteur en chef et éditeur pendant plusieurs décennies, Jean-Paul Gosselin prend sa retraite à la fin de l'année 2020.